# Campionati mondiali juniores di sci alpino 2020
I Campionati mondiali juniores di sci alpino 2020 si sono svolti in Norvegia, a Narvik, dal 5 all'11 marzo. Il programma includeva gare di discesa libera, supergigante, slalom gigante, slalom speciale e combinata, tutte sia maschili sia femminili, e una gara a squadre mista; tuttavia lo slalom gigante maschile, la combinata maschile, i due slalom speciali e la gara a squadre sono stati annullati con l'interruzione anticipata della rassegna dovuta alla pandemia di COVID-19.

## Risultati

### Uomini

#### Discesa libera
| Pos. | Atleta           | Nazione   | Tempo   |
| ---- | ---------------- | --------- | ------- |
| 1    | Alexis Monney    | Svizzera  | 1:02,38 |
| 2    | Simon Talacci    | Italia    | 1:02,55 |
| 3    | Stefan Rieser    | Austria   | 1:02,61 |
| 4    | Matteo Franzoso  | Italia    | 1:02,63 |
| 4    | Atle Lie McGrath | Norvegia  | 1:02,63 |
| 4    | Gaël Zulauf      | Svizzera  | 1:02,63 |
| 7    | Elian Lehto      | Finlandia | 1:02,70 |
| 8    | Yannick Chabloz  | Svizzera  | 1:02,86 |
| 9    | Kaspar Kindem    | Norvegia  | 1:02,87 |
| 10   | Lukas Broschek   | Norvegia  | 1:03,00 |

Data: 7 marzo

Ore: 12.00 (UTC+1)

Pista: 

Partenza: 660 m s.l.m.

Arrivo: 138 m s.l.m.

Lunghezza: 2418 m

Dislivello: 522 m

Tracciatore: Arne Olsen (Norvegia)

#### Supergigante
| Pos. | Atleta                   | Nazione     | Tempo   |
| ---- | ------------------------ | ----------- | ------- |
| 1    | Stefan Rieser            | Austria     | 1:06,47 |
| 2    | Armin Dornauer           | Austria     | 1:06,98 |
| 3    | Yannick Chabloz          | Svizzera    | 1:07,01 |
| 4    | Kaspar Kindem            | Norvegia    | 1:07,17 |
| 5    | Giovanni Franzoni        | Italia      | 1:07,30 |
| 6    | Lukas Feurstein          | Austria     | 1:07,35 |
| 7    | Olle Ström               | Svezia      | 1:07,55 |
| 8    | Jacob Schramm            | Germania    | 1:07,77 |
| 9    | Bradshaw Underhill       | Stati Uniti | 1:07,86 |
| 10   | Markus Nordgård Fossland | Norvegia    | 1:07,93 |

Data: 8 marzo

Ore: 13.00 (UTC+1)

Pista: 

Partenza: 660 m s.l.m.

Arrivo: 138 m s.l.m.

Lunghezza: 1787 m

Dislivello: 522 m

Tracciatore: Stefan Havnelid (Norvegia)

#### Slalom gigante
La gara, originariamente in programma il 12 marzo, è stata annullata.

#### Slalom speciale
La gara, originariamente in programma il 14 marzo, è stata annullata.

#### Combinata
La gara, originariamente in programma il 9-10 marzo, è stata annullata.

### Donne

#### Discesa libera
| Pos. | Atleta               | Nazione     | Tempo   |
| ---- | -------------------- | ----------- | ------- |
| 1    | Magdalena Egger      | Austria     | 1:03,87 |
| 2    | Lisa Grill           | Austria     | 1:03,96 |
| 3    | Monica Zanoner       | Italia      | 1:04,53 |
| 4    | Inni Holm Wembstad   | Norvegia    | 1:04,64 |
| 5    | Ida Dannewitz        | Svezia      | 1:04,72 |
| 6    | Janine Schmitt       | Svizzera    | 1:04,79 |
| 7    | Andrine Mårstøl      | Norvegia    | 1:04,85 |
| 8    | Keely Cashman        | Stati Uniti | 1:04,95 |
| 9    | Cande Moreno         | Andorra     | 1:05,08 |
| 10   | Karen Smadja-Clément | Francia     | 1:05,10 |

Data: 7 marzo

Ore: 10.30 (UTC+1)

Partenza: 660 m s.l.m.

Arrivo: 138 m s.l.m.

Lunghezza: 2418 m

Dislivello: 522 m

Tracciatore: Arne Olsen (Norvegia)

#### Supergigante
| Pos. | Atleta               | Nazione       | Tempo   |
| ---- | -------------------- | ------------- | ------- |
| 1    | Magdalena Egger      | Austria       | 1:08,10 |
| 2    | Lisa Grill           | Austria       | 1:08,38 |
| 3    | Karen Smadja-Clément | Francia       | 1:08,39 |
| 4    | Alice Robinson       | Nuova Zelanda | 1:08,50 |
| 5    | Keely Cashman        | Stati Uniti   | 1:08,58 |
| 6    | A J Hurt             | Stati Uniti   | 1:08,72 |
| 7    | Giulia Albano        | Italia        | 1:08,87 |
| 8    | Ida Dannewitz        | Svezia        | 1:08,96 |
| 9    | Vivianne Härri       | Svizzera      | 1:09,18 |
| 10   | Andrine Mårstøl      | Norvegia      | 1:09,26 |

Data: 8 marzo

Ore: 11.30 (UTC+1)

Pista: 

Partenza: 660 m s.l.m.

Arrivo: 126 m s.l.m.

Lunghezza: 1817 m

Dislivello: 534 m

Tracciatore: Stefan Havnelid (Norvegia)

#### Slalom gigante
| Pos. | Atleta                | Nazione  | Tempo   |
| ---- | --------------------- | -------- | ------- |
| 1    | Sara Rask             | Svezia   | 2:04,91 |
| 2    | Neja Dvornik          | Slovenia | 2:05,39 |
| 3    | Kaja Norbye           | Norvegia | 2:05,53 |
| 4    | Hanna Aronsson Elfman | Svezia   | 2:05,92 |
| 5    | Martina Willibald     | Germania | 2:06,14 |
| 6    | Marte Monsen          | Norvegia | 2:06,22 |
| 7    | Hilma Lövblom         | Svezia   | 2:06,25 |
| 8    | Doriane Escané        | Francia  | 2:06,26 |
| 9    | Nina Astner           | Austria  | 2:07,23 |
| 10   | Leonie Flötgen        | Germania | 2:07,29 |

Data: 11 marzo

1ª manche:

Ore: 10.00 (UTC+1)

Pista: 

Partenza: 478 m s.l.m.

Arrivo: 126 m s.l.m.

Dislivello: 352 m

Tracciatore: Jean-Michel Agnellet (Francia)

2ª manche:

Ore: 13.30 (UTC+1)

Pista: 

Partenza: 478 m s.l.m.

Arrivo: 126 m s.l.m.

Dislivello: 352 m

Tracciatore: Stefan Kermer (Germania)

#### Slalom speciale
La gara, originariamente in programma il 13 marzo, è stata annullata.

#### Combinata
| Pos. | Atleta                | Nazione     | Tempo   |
| ---- | --------------------- | ----------- | ------- |
| 1    | Magdalena Egger       | Austria     | 1:39,23 |
| 2    | Lisa Grill            | Austria     | 1:39,76 |
| 3    | Keely Cashman         | Stati Uniti | 1:40,33 |
| 4    | Martina Willibald     | Germania    | 1:40,57 |
| 5    | Hanna Aronsson Elfman | Svezia      | 1:40,69 |
| 6    | Carolin Lippert       | Germania    | 1:40,81 |
| 7    | Neja Dvornik          | Slovenia    | 1:41,32 |
| 8    | Rosa Pohjolainen      | Finlandia   | 1:41,44 |
| 9    | Karen Smadja-Clément  | Francia     | 1:41,80 |
| 10   | Giulia Albano         | Italia      | 1:41,91 |

Data: 9 marzo

1ª manche:

Ore: 10.15 (UTC+1)

Pista: 

Partenza: 575 m s.l.m.

Arrivo: 138 m s.l.m.

Lunghezza: 1510 m

Dislivello: 437 m

Tracciatore: Daniel Dorigo (Italia)

2ª manche:

Ore: 14.30 (UTC+1)

Pista: 

Partenza: 

Arrivo: 

Dislivello: 

Tracciatore: Katie Twimble (Stati Uniti)

### Misto

#### Gara a squadre
La gara, originariamente in programma il 13 marzo, è stata annullata.

## Medagliere per nazioni
| Pos. | Nazione     | Oro | Argento | Bronzo | Totale |
| ---- | ----------- | --- | ------- | ------ | ------ |
| 1    | Austria     | 4   | 4       | 1      | 9      |
| 2    | Svizzera    | 1   | 0       | 1      | 2      |
| 3    | Svezia      | 1   | 0       | 0      | 1      |
| 4    | Italia      | 0   | 1       | 1      | 2      |
| 5    | Slovenia    | 0   | 1       | 0      | 1      |
| 6    | Francia     | 0   | 0       | 1      | 1      |
| 6    | Norvegia    | 0   | 0       | 1      | 1      |
| 6    | Stati Uniti | 0   | 0       | 1      | 1      |